# Pêro da Covilhã
Pêro da Covilhã (Covilhã, ca. 1450 – Abessinië, na 1526) was een Portugese diplomaat en ontdekkingsreiziger, die in 1487 door Koning João II naar India en Abessinië, het moderne Ethiopië, werd gestuurd.

## Jeugd en eerdere activiteiten
Als jongeling had da Covilhã zeven jaar dienstgedaan bij de Spaanse hertog van Medina Sidonia. Na 1475 keerde hij terug naar Portugal, waar hij in opdracht van het hof verschillende buitenlandse missies ondernam. Zo was hij in Tlemcen en Fez vertrouwd geraakt met de islamitische cultuur van Noord-Afrika. Da Covilhã stond bekend om zijn talenkennis en sprak vloeiend Arabisch.

## Missie naar India en Abessinië

### Achtergrond
Sinds Hendrik de Zeevaarder maakten de Portugezen steeds verdere vooruitgang bij hun ontdekkingsreizen langs de westkust van Afrika. Het uiteindelijke doel was om via Afrika India te bereiken en zo rechtstreeks toegang tot de rijkdommen en specerijen van het oosten te verkrijgen, zonder afhankelijk te zijn van de moslims en Venetianen als tussenpersonen.
Tijdens de tochten langs Afrika hadden de Portugezen in Benin vernomen dat de koningen van Benin geschenken uitwisselden met een rijk ver in het oosten van Afrika. De heerser van dit rijk stuurde geschenken versierd met kleine kruisjes terug. De Portugezen trokken de conclusie dat dit het rijk van de legendarische Priesterkoning Johannes moest zijn. Deze mythische figuur zou een machtige bondgenoot zijn in de strijd tegen de Moren.
Koning João II gaf Pêro da Covilhã en de hoveling Afonso de Paiva opdracht naar het Midden-Oosten te reizen om nadere informatie te vinden over de specerijenhandel in India en het geheimzinnige koninkrijk in Afrika. Tegelijkertijd kreeg Bartolomeu Dias de opdracht om de verkenning van de West-Afrikaanse kust voort te zetten.

### De tocht naar India
Da Covilhã en de Paiva vertrokken op 7 mei 1487 vanuit Santarém en reisden via Barcelona en Napels naar Rhodos. Van de Tempelridders daar kregen ze het advies om zich voor te doen als islamitische handelaren in honing. In deze vermomming reisden da Covilhã en de Paiva naar Alexandrië. In het gezelschap van Moorse kooplieden uit Fez trokken ze verder naar Caïro en Aden aan het begin van de Rode Zee. Daar scheidden hun wegen. De Paiva ging naar Abessinië, terwijl da Covilhã verder reisde naar India. Ze spraken af elkaar in Caïro weer te treffen. Da Covilhã bereikte in 1488 Calicut en Goa aan de zuidwestkust van India, waar hij getuige was van de levendige handelsactiviteiten in specerijen.
In februari 1489 voer da Covilhã naar Hormuz aan de ingang van de Perzische Golf, vanwaar hij via de Rode Zee naar Sofala in het huidige Mozambique en Madagaskar reisde. Waarschijnlijk was hij de eerste Europeaan, die voet zette op dit eiland. Vanaf Sofala is het ongeveer 2500 kilometer naar de Groot Visrivier in Zuid-Afrika, het verste punt dat Bartolomeu Dias een jaar eerder had bereikt na zijn ronding van Kaap de Goede Hoop.
Da Covilhã schreef hierover aan de Portugese koning: In het zuiden zal het continent eindigen. Als uw schepen de Indische Oceaan bereiken, laat uw mannen uitkijken naar Sofala en het Eiland van de Maan [Madagascar]. Daar zullen ze loodsen vinden, die hen naar India kunnen brengen.
Eind 1490, begin 1491 keerde hij terug in Caïro. Hij trof daar twee joodse afgezanten van João II, een rabbijn en een schoenmaker. Zij vertelden hem dat de Paiva na terugkeer in Caïro was gestorven zonder dat hij verslag van zijn reis had kunnen doen. Da Covilhã diende de missie naar Abessinië op zich te nemen. Na zijn uitgebreide verslag te hebben geschreven over de handel en navigatie in de Indische Oceaan vertrok da Covilhã opnieuw.

### Abessinië
Na een aantal omzwervingen, waarbij hij ook Mekka en Medina bezocht, arriveerde da Covilhã in 1493 via de Somalische haven Zeila in Abessinië. Keizer Eskender ontving hem welwillend, maar stond hem niet toe weer te vertrekken. Da Covilhã zou de rest van zijn leven in Abessinië slijten. Hij trouwde er en kreeg een aantal kinderen.
In 1507 voegde de Portugese priester João Gomes zich bij hem. Deze was door admiraal Tristão da Cunha vanaf Socotra naar Abessinië gezonden. Koningin Helena zond op haar beurt in 1512 een Armeense afgevaardigde, Mattheus, naar de Portugezen in Goa. Mattheus kwam uiteindelijk in Portugal terecht. Daarop zonden ook de Portugezen een ambassadeur, Dom Rodrigo de Lima, die in december 1520 in Abessinië arriveerde. Pêro da Covilhã was toen 70 jaar, maar nog steeds in goede gezondheid. Hij barstte in tranen uit toen hij zijn landgenoten ontmoette. Toen de Lima in 1524 terugkeerde naar Portugal, zond Pêro da Covilhã zijn 23-jarige zoon Rodrigo met hem mee.

## Nalatenschap
Het is niet duidelijk of Pêro da Covilhã’s verslag vanuit Caïro Portugal op tijd bereikte voor de expeditie naar India van 1497 onder leiding van Vasco da Gama. Als da Gama het verslag van da Covilhã in zijn bezit had, dan heeft hij het in ieder geval slecht gelezen. Da Gama had niet de juiste handelswaren om specerijen in te kopen in Calicut, zag hindoes aan voor christenen en zeilde recht tegen de moessonwind in terug naar Portugal.
Na 1520 bleef Portugal regelmatig contact houden met Abessinië, maar de gehoopte machtige bondgenoot was het land niet. Integendeel: in 1541-1543 hielpen enkele honderden Portugese soldaten het land te verdedigen tegen aanvallen van de moslims.